# الإسكندرية في غيمة
الإسكندرية في غيمة رواية للروائي المصري إبراهيم عبد المجيد. صدرت الرواية لأوّل مرة عام 2012 عن دار الشروق للنشر والتوزيع في مصر الجديدة بالقاهرة. ودخلت في القائمة الطويلة للجائزة العالمية للرواية العربية لعام 2014، المعروفة باسم «جائزة بوكر العربية».

## حول الرواية
يروي الكاتب المصري «إبراهيم عبد المجيد» في هذه الرواية حكاية تقع أحداثها في سبعينيات القرن العشرين حينما تلاشت تدريجًأ الكوزموبوليتانية التي اشتهرت بها المدينة عبر التاريخ، وحل محلّها ما يمكن تسميته بالحمائية الفكرية، لتؤدي إلى تخريب التقاليد الدنيوية للإسكندرية.